# 十字の描き方

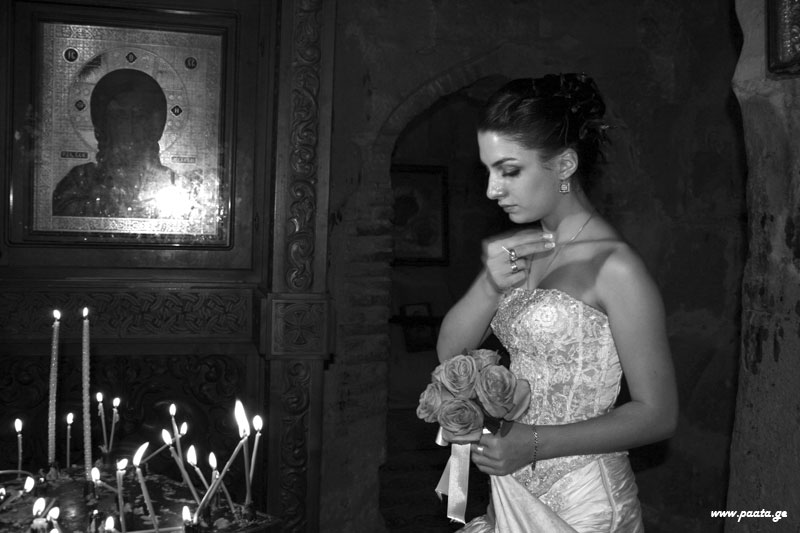
聖堂内で十字を描く花嫁（グルジア正教会）。画像左上にはイイスス・ハリストス（イエス・キリスト）のイコン、画像左下には捧げられた蝋燭がある。

十字の描き方（じゅうじのかきかた）では、キリスト教の諸教派において行われる、手を使って自分の体前に十字を描く動作とその意義を扱う。「十字を切る（切り方）」とも。描き方には教派によって違いがあるが、イエス・キリストが刑死した十字架を表す信仰表明である点は、教派を越えて共通している。
十字の描き方については古代にも地域によって様々な形態があったことが判っているが、なぜこのような相違が生じたのかはよく判っておらず、現代では東方教会・西方教会間で十字の描き方が左右逆になっているが、なぜこのように東西教会の間で描き方が左右逆に継承されたのか、その原因も不明である。
正教会・カトリック教会においては十字を描く（切る）ことは欠かせないが、聖公会では「欠かせない」とまでは言われず「十字を切るか切らないかは自由」とされる。またプロテスタント諸派には十字を切る習慣を有さないものも多いが、教会によっては十字を切ることを勧める場合がある（特にルター派では十字を切る傾向が強い）。

## 正教会

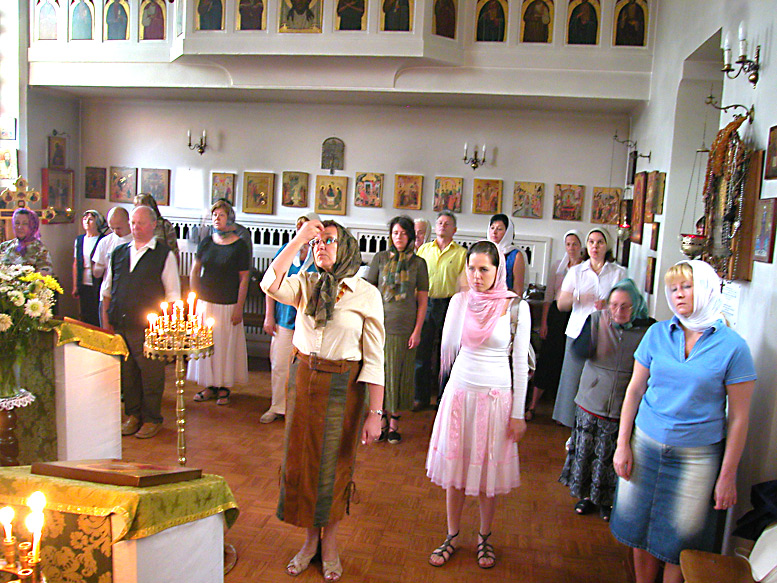
正教会での聖体礼儀中の光景。中央の女性が右手を所定の形に整えて額に付け、正教式に十字を画こうとしている。他に十字を画いている瞬間に撮影されたため右腕がブレて写っている信徒もいる。（デュッセルドルフの生神女庇護教会）

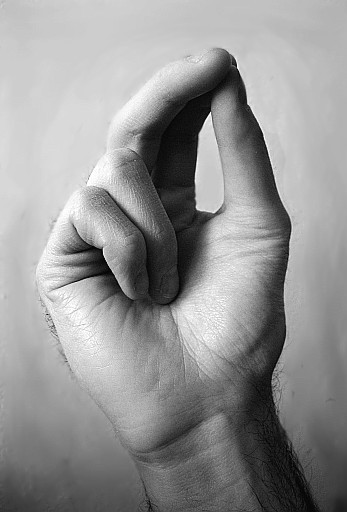
正教会で十字を画く際の指の形

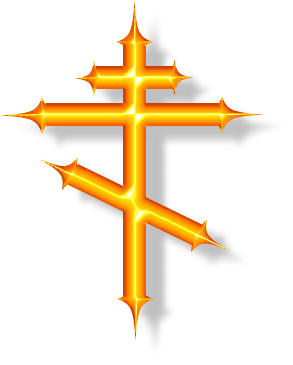
八端十字架。他にギリシャ十字・ラテン十字なども頻繁に正教会で用いられる。

正教会においては、「十字を画く（かく）」「十字を描く」といった表現が用いられ、「十字を切る」という表現は皆無では無いもののあまり用いられない。十字を画くことは信仰を表すため「表信」の一つであり、祈祷の一部、ないし身体によって表現された祈祷であるとされる。
カトリック教会と同様、古代以来十字を画くことは正教会でも行われてきた（東西教会の分裂自体が中世の事）。但し現代正教会世界に見られるような形に統一されたのは中世以降のことである。十字の画き方の統一を嫌って生じた分派には、正教会のロシア古儀式派などがある。

### 十字の画き方
十字を画くにあたっては、指の形が定められている。右手の親指と人差し指と中指の先を合わせ、薬指と小指を曲げる。合わせられた三本の指は至聖三者（三位一体）を表し、曲げられた二本の指はイイスス・ハリストス（イエス・キリストのギリシャ語読み）の神性と人性の両性を表す。
このように右手の指の形を整えた上で、額・胸・右肩・左肩の順に指を動かして十字を画く（カトリック教会と左右逆）。この際、脇を出来るだけ締めるようにして画く。多くの場合、画き終えた後にお辞儀をする。

### 十字を画く時
画く時については、私祈祷・公祈祷の別なく行われる。公祈祷（奉神礼）においては、定められた場面（祈祷の終結に際して、また聖堂へ入るとき、入ったとき、退出するとき、十字架・福音書・イコン・不朽体などに崇敬を表し接吻するとき、福音書ほか聖書が読み上げられるとき、「父と子と聖神」あるいはハリストスと神の名を呼ぶ際、聖人・生神女に祈祷しその名を呼ぶ際、祈りにおいて特に名を上げて人の名を呼ぶ際、など）において行うことが求められる。それ以外の場面で画くことは基本的に禁じられてはいないが、特に十字を画かずに単にお辞儀をするよう求められる場面もある。
聖堂に出入りする際にも十字を画く。また、イコンや不朽体に接吻する際に、接吻前に2回、接吻後に1回、十字を画く。

### 十字を画く意味
父と子と聖神（聖霊のこと：日本正教会訳）の、至聖三者を記憶して十字を画くとされる。手を動かしつつ、額で「父と」、腹の上で「子と」、右肩で「聖神」、左肩で「の名による、アミン」と心の中で唱えつつ十字を画く。
そのほか、以下のような説明がなされることもある。
- 額に指の先があるとき：神の愛の記憶と、全ての考えが愛に向うことへの願い
- 胸に指の先が動かされるとき：神の愛で心が満たされるようにとの願い
- 右肩に指の先が動かされるとき：神の愛により、愛の行いが出来るようにとの願い
- 左肩に指の先が動かされるとき：愛の行いを、周囲の人に広げていけるようにとの願い

また、十字を描くことはイイスス・ハリストスの十字架の苦難を思い起こし自らの十字架を背負うことを記憶するのみならず、それによって得られる永遠の生命、復活の生命を思い起こすことでもあるとされる。

### 祝福時

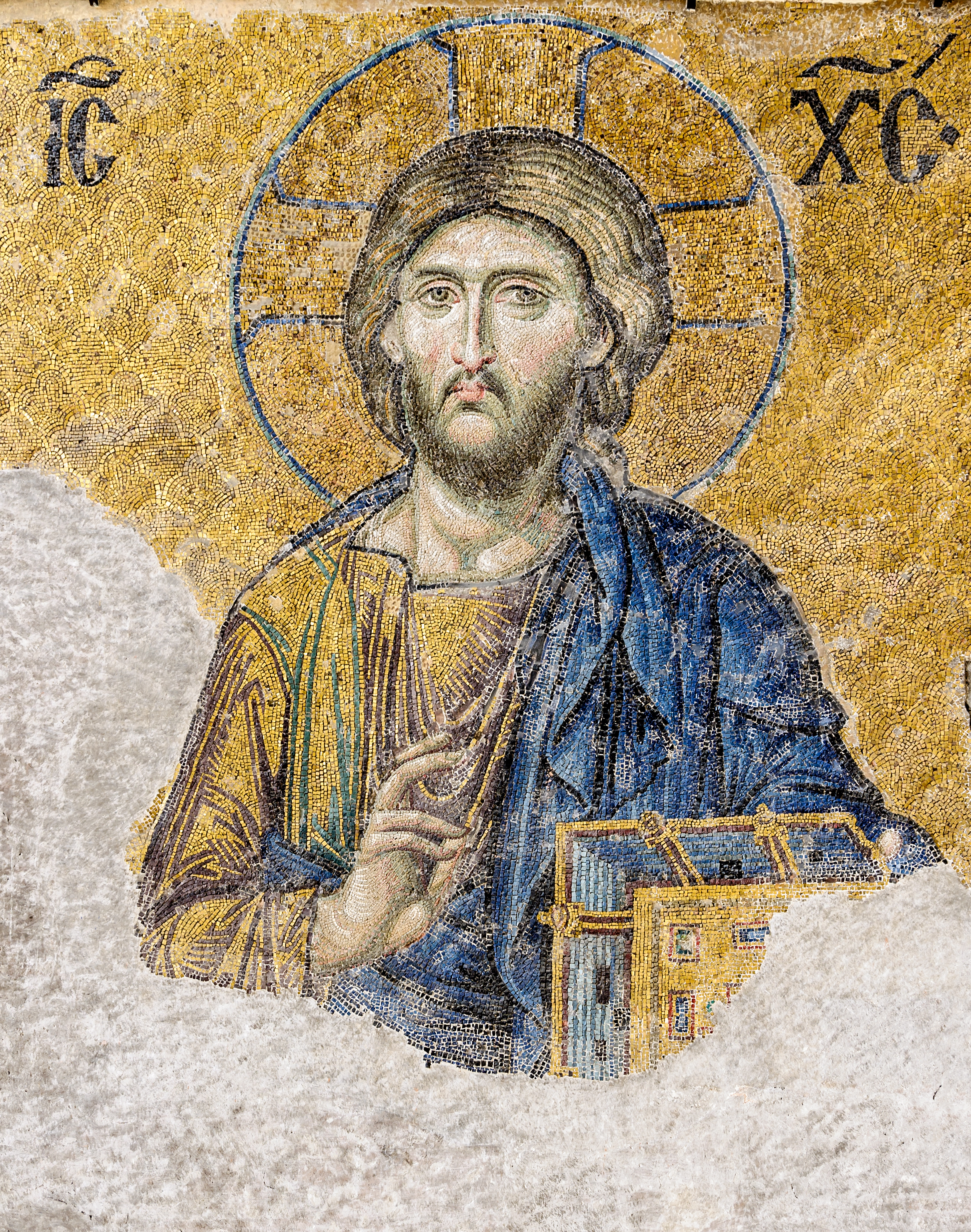
『全能者ハリストス』（12世紀・アギア・ソフィア大聖堂のモザイクイコン）。右手の指の形は主教・司祭が相対する神品・信徒を祝福する時と同様のもの。左手には福音経。

司祭が奉神礼において信徒を祝福する際にも十字が画かれる。ただしこの時は、指の形と画く順序が異なる。右手の指の形は"Ιησούς Χριστός"（イイスス・ハリストス：イエス・キリストのギリシャ語読み）の頭文字である「ΙΣΧΣ」を象るように整えられる（伸ばした人差し指：Ι、曲げた中指と小指が：Σ、親指と薬指の交差がΧ）。右手の指をこうした形に整えた状態で、（司祭から見て）上・下・左・右の順に空中に十字を画き、相対する者を祝福する。こうした祝福時には、信徒は十字を画かない。
司祭の祝福時における左右の順序は、カトリック教会と同様である。
主教も同様に祝福を行うが、司祭が右手のみを用いて祝福を行うのに対し、主教は両手を用いて祝福を行うことがある（司祭と同様、右手のみの場合もある）。右手の動きは司祭と同様であるが、左手は指を同様の形に整えた上で、体を軸にして右手と線対称を描くように動かす（上・下・右・左）。
公的な場でむやみに信徒が信徒を祝福することは控えられるが、極めて親しい信徒同士（夫婦・家族など）では（あくまで私的な領域で）十字を互いに画いて祝福することもある（2007年公開の映画『ラフマニノフ ある愛の調べ』には、セルゲイ・ラフマニノフの従妹であるナターリア・サーチナが、去りゆくセルゲイの後姿に十字を描いて祝福するシーンがある）。

## カトリック教会
カトリック教会においては「十字を切る」「十字を描く」の、いずれの表現も用いられる。

### 十字の切り方
カトリック教会は指の形については特に定められておらず、右手の全ての指を伸ばした状態で切ることが多い。右手を動かす順番は額・胸・左肩・右肩である（正教会と左右逆）。
聖堂に入る際に、信徒は聖水に指を浸して十字を切る。また、祈祷の時など随時、十字が切られる。
三位一体の神を覚え、「父と子と聖霊の御名によって」と唱えて十字を切る。

### 司教・司祭による祝福時
司教・司祭が信徒を祝福する際にも十字が切られる。右手を指を伸ばした状態で掲げ、（司教・司祭から見て）上・下・左・右の順に十字を切る。
司祭の祝福時における左右の順序は、正教会と同様である。

## 聖公会
聖公会での十字の切り方はカトリック教会と同様である。ただし、カトリックの祈祷文のように、式文中に十字を切るという規定はないため、各信者が慣習的におこなっているに過ぎない。ハイチャーチでは多く切られる傾向があり、ローチャーチではそれほど多く切られない傾向がある。
また、聖公会内でもカトリックに近いハイチャーチでは広く用いられる傾向があり、よりプロテスタント色の濃いローチャーチでは十字を切る習慣がない教会もある。同一の教会内でも頻繁に十字を切る信者とそうでない信者がおり、あくまでも個人の考えに基づく動作になっている。

### 十字を切る時
聖公会において、上記の通り十字を切ることは慣習的な動作ではあるが、用いられるのは概ね次のときであり、その宗教的な意味合いを司祭に聞くと説明がある
- 聖餐式・聖書朗読
  - 大栄光の歌(グローリア)の最後
  - 聖書朗読者が朗読を始める前、または読み終わった後
  - 福音書朗読の前、朗読者が「聖--による福音書第--章--節以下に記された主イエス・キリストの福音。主に栄光」と言った後、会衆が「主に栄光がありますように」と答える。このとき、額、口、胸でそれぞれ1回ずつ小さく十字を切る。これは、福音書の内容を思い・言葉・行いで実践するという意味がある。
  - 会衆の懺悔の後、司式者の祝福を受けるとき
  - 感謝聖別の「聖なるかな」中、サンクトゥスに続くベネディクトゥスの冒頭
  - 聖体聖別のとき、司式者がパンとぶどう酒をそれぞれ聖別する際
  - 聖体拝領のとき、拝領の前後(前のみは多数)
  - 聖餐式の最後、祝福の言葉を受けるとき
- 日常の動作
  - 祈りの前後
  - 聖堂に入るとき、及び出るとき
  - そのほか、何か不吉なものを感じたときなど

## プロテスタント
プロテスタントに分類される教派の中には、十字を描く習慣が残っていない教派・教会が多い。十字を描く習慣のある教派もある。
十字を描く習慣を有するプロテスタントの教会では、十字の描き方はほとんどの場合でカトリック教会に準じるが、稀にエヴァンジェリカル・オーソドックス教会のように東方奉神礼を採用しているプロテスタントにおいては、正教会と同様の十字の描き方をする教会もある。